# Giuseppe Meini
Giuseppe Meini (Firenze, 1810 – 1889) è stato un filologo italiano.
Dal 1861 al 1879 collaborò al Dizionario della lingua italiana di Niccolò Tommaseo, di cui scrisse tutte le voci da si a zuzzurellone.